# Tanambogo
Tanambogo es un pequeño islote en la Provincia Central de las Islas Salomón. Es una de las Islas Nggela.
Junto con la cercana isla de Gavutu, desempeñó un papel importante en la campaña de Guadalcanal durante la Segunda Guerra Mundial. En 1942, los japoneses trataron de establecer una base de hidroaviones de la isla. Entre el 7 y el 9 de agosto de 1942 en la Batalla de Tulagi y Gavutu-Tanambogo, los elementos del 2º Regimiento de los Marines de los Estados Unidos asaltaron y ocuparon la isla.
- Datos: Q1689620